# Цзыян (Иян)
Цзыя́н (кит. упр. 资阳, пиньинь Zīyáng, буквально: «с «янской» стороны реки Цзыцзян») — район городского подчинения городского округа Иян провинции Хунань (КНР).

## История
Эти земли были частью уезда Иян (益阳县). В 1933 году в составе уезда были образованы посёлки Лунсин (龙兴镇) и Линьсин (麟兴镇). В 1942 году они были объединены в посёлок Лунлинь (龙麟镇).
В августе 1949 года уезд Иян перешёл под контроль коммунистов, и расположенный на северном берегу реки Цзыцзян посёлок Лунлинь был переименован в Городской район (城关区) уезда Иян. После образования КНР был создан Специальный район Иян (益阳专区), и уезд вошёл в его состав. В 1950 году Городской район был выделен из состава уезда и подчинён напрямую властям специального района, а затем был переименован в город Иян (益阳市). В ноябре 1952 года Специальный район Иян был расформирован, и город Иян вместе с уездом Иян перешли в состав Специального района Чандэ (常德专区). В апреле 1953 года Иян стал городом провинциального подчинения.
В июле 1961 года город Иян был возвращён в состав Специального района Чандэ. В декабре 1962 года был воссоздан Специальный район Иян, и город Иян вместе с уездом Иян перешли в его состав. В 1970 году Специальный район Иян был переименован в Округ Иян (益阳地区). 22 апреля 1984 года 1 посёлок и 7 волостей уезда Иян были переданы в состав города Иян.
Постановлением Госсовета КНР от 7 апреля 1994 года были расформированы округ Иян, город Иян и уезд Иян, и образован городской округ Иян; при этом из 4 уличных комитетов, 2 посёлков и 5 волостей бывшего города Иян, и 2 посёлков и 1 волости бывшего уезда Иян был образован район Цзыян городского округа Иян.

## Административное деление
Район делится на 2 уличных комитета, 5 посёлков и 1 волость.